# Кольга-Лахт
Зали́в Ко́льга-Лахт, также зали́в Ко́лга-лахт (эст. Kolga laht, нем. Kolko-Wiek) — часть Финского залива. На востоке ограничен полуостровом Юминда, на западе — полуостровом Кабернеэме, грядой Малузи и островами Койпси и Рамму.

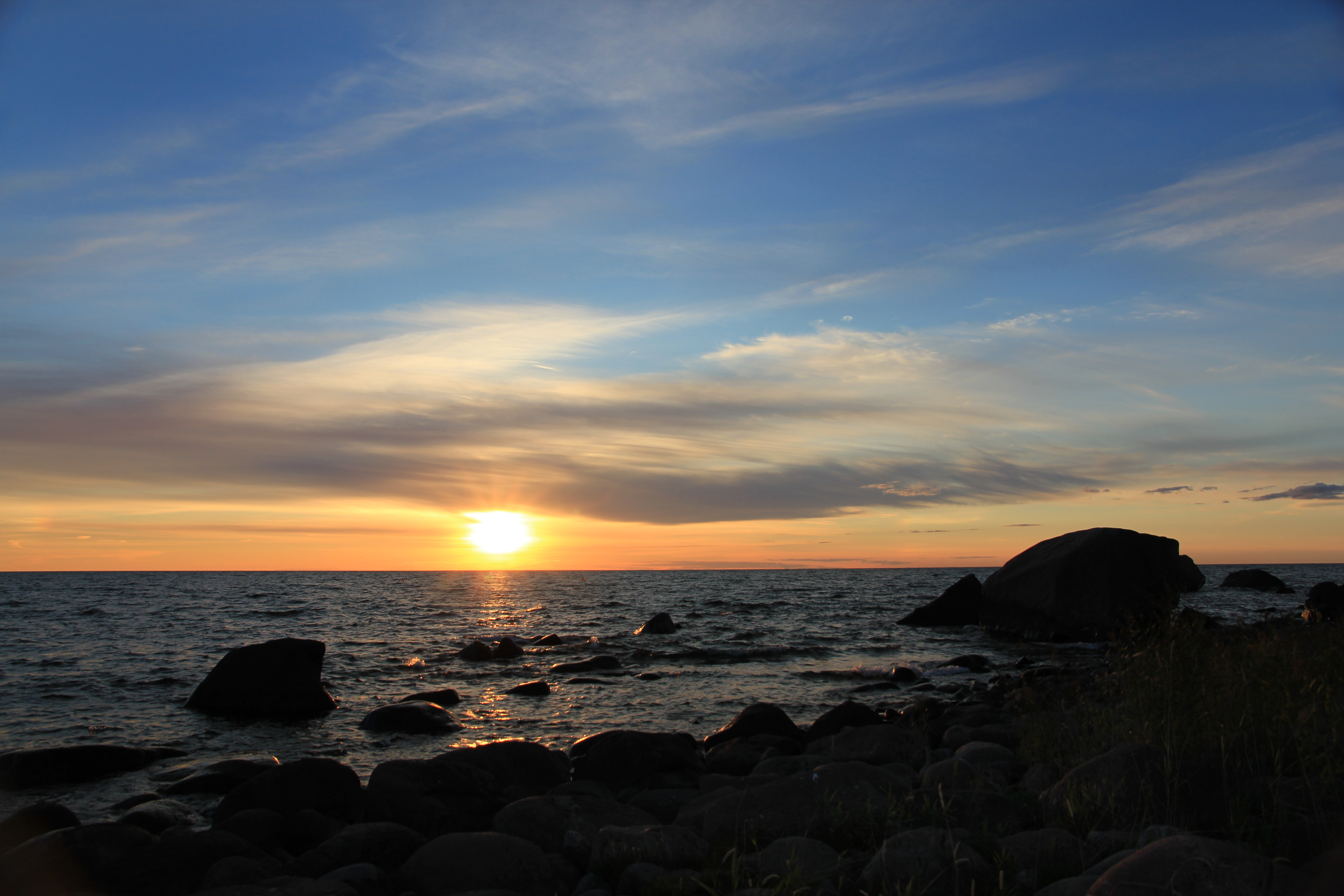
Закат на заливе Кольга-Лахт

В южной части залива расположены заливы Хаапсе и Салмисту. В залив впадают реки Пудисоо и Лоо, а также ручьи Каберла, Валкла, Курдлу, Куусалу и Аабла. В южной части залива расположены острова Педассаар и Рохуси. Все острова относятся к ландшафтному заповеднику залива Колга, береговая линия между мысами Андинеэме и Юминда является западной границей национального парка Лахемаа, основанного в 1990 году.
Площадь водного зеркала залива — 5456 га, тип воды — мезогалинная, глубокая прибрежная вода.